# Halicyclops gauldi
Halicyclops gauldi – gatunek widłonoga z rodziny Halicyclopidae. Nazwa naukowa tych skorupiaków została opublikowana w 1961 roku przez rumuńskiego zoologa Corneliu Pleșa.